# Combats de Cuterelles et de Luisetaines
Sixième Coalition
Batailles
Campagne de Russie (1812)
- Liste des batailles
- Mir
- Moguilev
- Ostrovno
- Vitebsk
- Kliastitsy
- Smolensk
- 1re Polotsk
- Valoutina Gora
- Moskova
- Moscou
- Winkowo
- 2e Polotsk
- Maloïaroslavets
- Gorodnia
- Czaśniki
- Viazma
- Smoliani
- Krasnoï
- Bérézina

Campagne d'Allemagne (1813)
- Dantzig
- Lunebourg
- Möckern
- Lützen
- Bautzen
- Reichenbach
- Haynau
- Luckau
- Hoyerswerda
- Lauenbourg
- Goldberg
- Gross Beeren
- Katzbach
- Dresde
- Kulm
- Dennewitz
- Peterswalde
- Liebertwolkwitz
- Leipzig
- Hanau
- Sehested
- Torgau
- Hambourg

Campagne de France (1814)
- Sainte-Croix-en-Plaine
- Besançon
- Mayence
- Metz
- Saint-Avold
- 1re Saint-Dizier
- Brienne
- La Rothière
- Campagne des Six-Jours (Champaubert
- Montmirail
- Château-Thierry
- Vauchamps)
- Mormant
- Montereau
- Bar-sur-Aube
- Saint-Julien
- Laubressel
- Berry-au-Bac
- Craonne
- Coutures
- Laon
- Soissons
- Mâcon
- Reims
- Saint-Georges-de-Reneins
- Limonest
- Arcis-sur-Aube
- Fère-Champenoise
- 2e Saint-Dizier
- Meaux
- Claye
- Villeparisis
- Paris

- Feistritz
- Caldiero (en)
- Trieste
- Mincio

- Hoogstraten (de)
- Anvers
- Berg-op-Zoom
- Courtrai

Les combats de Cuterelles et Luisetaines se déroulent le 13 février 1814, pendant la campagne de France. Le corps austro-bavarois de Karl Philipp von Wrede y attaque le 7e corps du maréchal Oudinot, qui après avoir résisté toute la journée se replie sur Nangis.

## Prélude

### Mise en défense, sous Pajol, du pont de Bray-sur-Seine

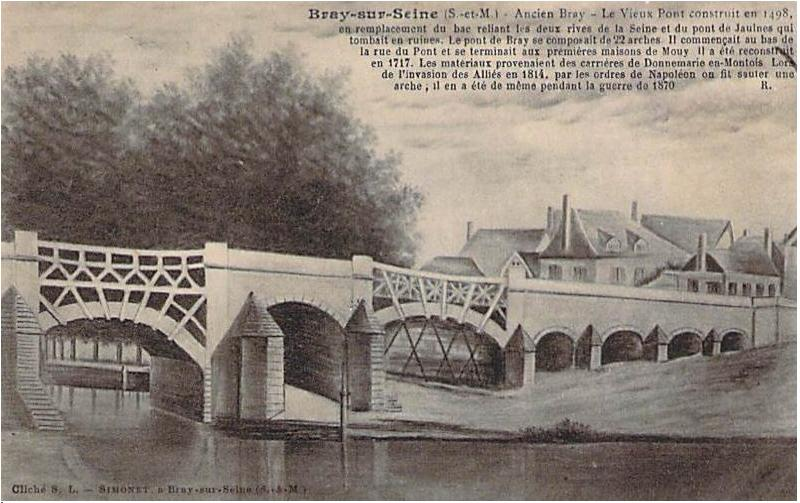
Le pont de Bray-sur-Seine, situé avant à côté de l'ancienne auberge de Mouy dans la rue du Général-Leclerc, possédait 22 arches et fut endommagé au fil des guerres.

Fin janvier, conformément aux ordres reçus de Napoléon, le général de division Pajol, accompagné du chef de bataillon du génie Duriveau, directeur des études à l’École polytechnique (et qui sera promu lieutenant-colonel quelques jours plus tard), se rendent à Bray-sur-Seine afin d’arrêter les mesures de défense propres à mettre, si possible, le pont à l’abri d’un coup de main, en le palissadant et en profitant de la configuration du sol ainsi que de la disposition des maisons avoisinantes. Après études, il fut arrêté qu’une arche du pont serait détruite et remplacée par des planches posées sur des poutrelles permettant ainsi d’assurer encore les communications avec Pont-sur-Yonne et Sens, de miner le pont, ainsi que de retrancher 150 hommes sur la partie du pont attenante à la rive droite et dans les maisons contiguës, afin d’empêcher de rétablir le passage.
L'ingénieur Gretry des ponts et chaussées de Melun fut chargé d’exécuter les travaux de fortification passagère suivant les instructions écrites et précises laissées par le chef de bataillon du génie Duriveau. Pour le guider, cet ingénieur guère familier à travailler sur ces ouvrages militaires disposait d'une instruction imprimée avec planches émanant du ministère de la Guerre, dans laquelle étaient décrits les principaux ouvrages de fortification passagère.
Le 1er février, à Bray, les Français étaient en mesure de faire sauter le grand pont de pierre. Deux compagnies de la Garde nationale de Seine-et-Marne, d'une instruction militaire insuffisante et dont les officiers avaient peine à se faire obéir, gardaient, l'une la ville, l'autre le pont.

### Le maréchal Oudinot reçoit le commandement de la défense de la Seine

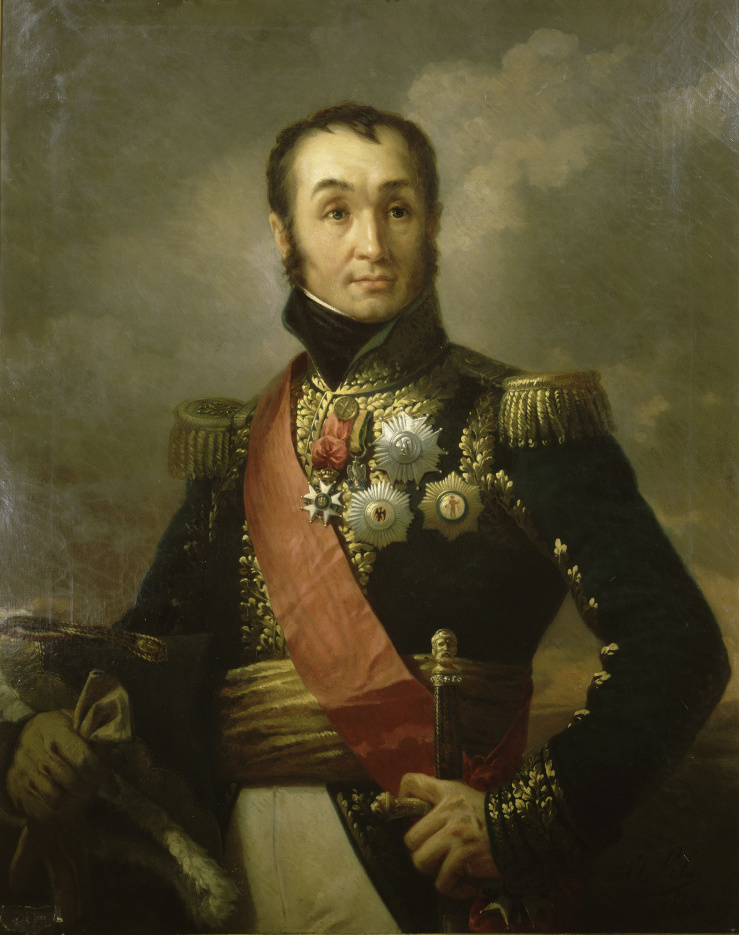
Le maréchal Oudinot.

Napoléon, sur le point de quitter la Seine avec l’espoir de tomber sur les arrières de l’armée de Silésie, confiait au maréchal Oudinot le 7e corps d’armée et la défense de la Seine et Montereau,. Le 9 février, il lui précisait que si contre toute attente le prince de Schwarzenberg, au lieu de se porter sur Nogent, se dirigeait vers Sens afin de pénétrer dans Paris en passant l'Yonne, le canal du Loing et la forêt de Fontainebleau, il pourrait prendre la position de Montereau, au confluent des deux rivières, sur lesquelles il s'appuierait.
Du côté de Montereau, de Pont-sur-Yonne et de Sens, le général Pajol, afin de rester en communication avec les maréchaux Victor et Oudinot et avec le général Allix à Sens, dirigeait ses avant-postes de cavalerie, commandés par le général Delort, sur Fleurigny et Trainel tandis qu'il établissait son quartier-général à Pont-sur-Yonne. Toutes ces dispositions étaient approuvées par l'Empereur, ainsi qu'il résulte de la lettre que le général Gressot, chef d'état-major du maréchal Oudinot, adressait le 9 février : « Sa Majesté ayant approuvé toutes les mesures que vous avez prises pour la défense de l'Yonne, le Loing et les ponts de la Seine, elle vous recommande de conserver, autant qu'il sera en vous, les postes importants qui vous sont confiés. »

### Mouvement de l’armée de Bohême de Schwarzenberg
Le 10 février, à l'approche des Alliés, les vedettes du général Delort évacuèrent au matin leur poste d'observation sur la route de Villeneuve-l’Archevêque. À 10 heures du matin, le général de brigade Blancard, commandant la cavalerie stationnée à Sainte-Colombe, près de Provins, était chargé par le général Gressot d'envoyer le jour-même à Bray un officier de cavalerie légère, ferme, zélé et intelligent, prendre le commandement des deux compagnies de la Garde nationale qu'il ferait replier et retrancher sur la rive droite de la Seine pour la défense du passage. Cet officier devait établir trois rapports par jour, le matin, à midi et le soir, sur tout ce qui pourrait survenir de nouveau, et les adresser sans retard par la correspondance de cavalerie organisée de Sainte-Colombe à Bray. Une arche du pont ayant sauté, des planches posées sur des poutrelles servaient aux cavaliers pour assurer les communications avec Pont-sur-Yonne et Sens. L'officier avait en outre reçu pour mission de faire enlever ces planches, et même de détruire totalement le pont, au cas où l'ennemi se présenterait, et d'en défendre le passage jusqu'à la dernière extrémité. Enfin, Blancard était chargé d'effectuer de fréquentes reconnaissances sur Bray, de soutenir au besoin le poste d'observation établi au pont, et d'en installer un nouveau, intermédiaire entre lui et Bray, soit à Chalmaison, soit à Éverly.
Dans l'après-midi du 10 février, 4 000 Wurtembergeois attaquaient Sens, dont la garnison s'élevait à peine à 1 500 combattants. La ville fut bombardée pendant trois heures ; Allix organisa la défense devant des forces supérieures. Pressé, le général Gressot envoya d'urgence à Bray le major Stoffel pour bien s'assurer que ces ordres avaient été exécutés : « si ces mesures n'étaient point exécutées, monsieur le major Stoffel ferait retirer en sa présence toutes les planches jetées sur les poutrelles, de manière que rien ne puisse passer. Il ferait également retirer sur la rive droite de la Seine toutes les troupes qui sont à Bray et s’assurera que les dispositions sont faites pour retirer ou brûler promptement les poutrelles placées sur l'arche détruite du pont. Monsieur Stoffel donnera en outre tous les ordres qu’il jugera nécessaires pour bien défendre ce point important. ». Autorisé à prendre les mesures de défense utiles, le major devait expédier en toute hâte au maréchal Oudinot une ordonnance qui rendrait compte des dispositions prises et demanderait, si Stoffel le jugeait nécessaire, l’envoi de troupes de ligne. Ce n'était seulement que lorsque toute l'organisation convenable de sécurité aurait été prise, avec l'officier désigné par le général Blancard, que le major Stoffel rentrerait à Provins en rendre compte de sa personne au maréchal.
Le 11 février, la ville de Sens était prise et l’Yonne forcée. Allix évacuait Sens à 19 heures, sans avoir pu détruire le pont. Il arrivait à Pont-sur-Yonne à 23 heures et y fit sa jonction avec le général Montbrun. L'armée de Bohême du prince Schwarzenberg s'avançait « processionnellement » dans la direction de Montereau. Lentement, le général Bianchi, qui commandait le 1er corps autrichien, suivait les Wurtembergeois par Arces et Cerisiers. Une avant garde commandée par le général de Walsleben se présentait devant Pont-sur-Yonne. Avec la cavalerie qu'il poussa jusqu'à Villemanoche, Pajol obtenait des renseignements positifs sur la marche de l’ennemi dont les forces considérables débouchaient lentement par Sens, vers Bray-sur-Seine.
Les succès remportés par l'armée française à Champaubert et Montmirail compromettaient la marche de l'armée de Bohême sur Paris. Suivant les prévisions de Napoléon, Victor pouvait à la rigueur faire sauter le pont de Nogent, laisser sur la rive droite les troupes nécessaires pour empêcher l'ennemi de le rétablir et se porter avec Oudinot à Montereau, où lui-même viendrait les rejoindre si Schwarzenberg opérait en force sur Fontainebleau. Oudinot, toujours à Provins avec la division Rottembourg, avait dû ce jour-même diriger sur la Ferté-Gaucher la 7e division du général Leval venue d'Espagne. Quant à la 9e division du général Pierre Boyer, sa 1re brigade, commandée par le général Gauthier, arrivant d’Étampes, était signalée à Melun. Elle ne devait arriver que le 12 au soir à Nangis sans son artillerie, encore à Orléans. Quant à la 2e brigade commandée par le général Chassé, elle était encore bien en arrière.

### Prise du pont de Bray par les Bavarois du feld-maréchal de Wrede

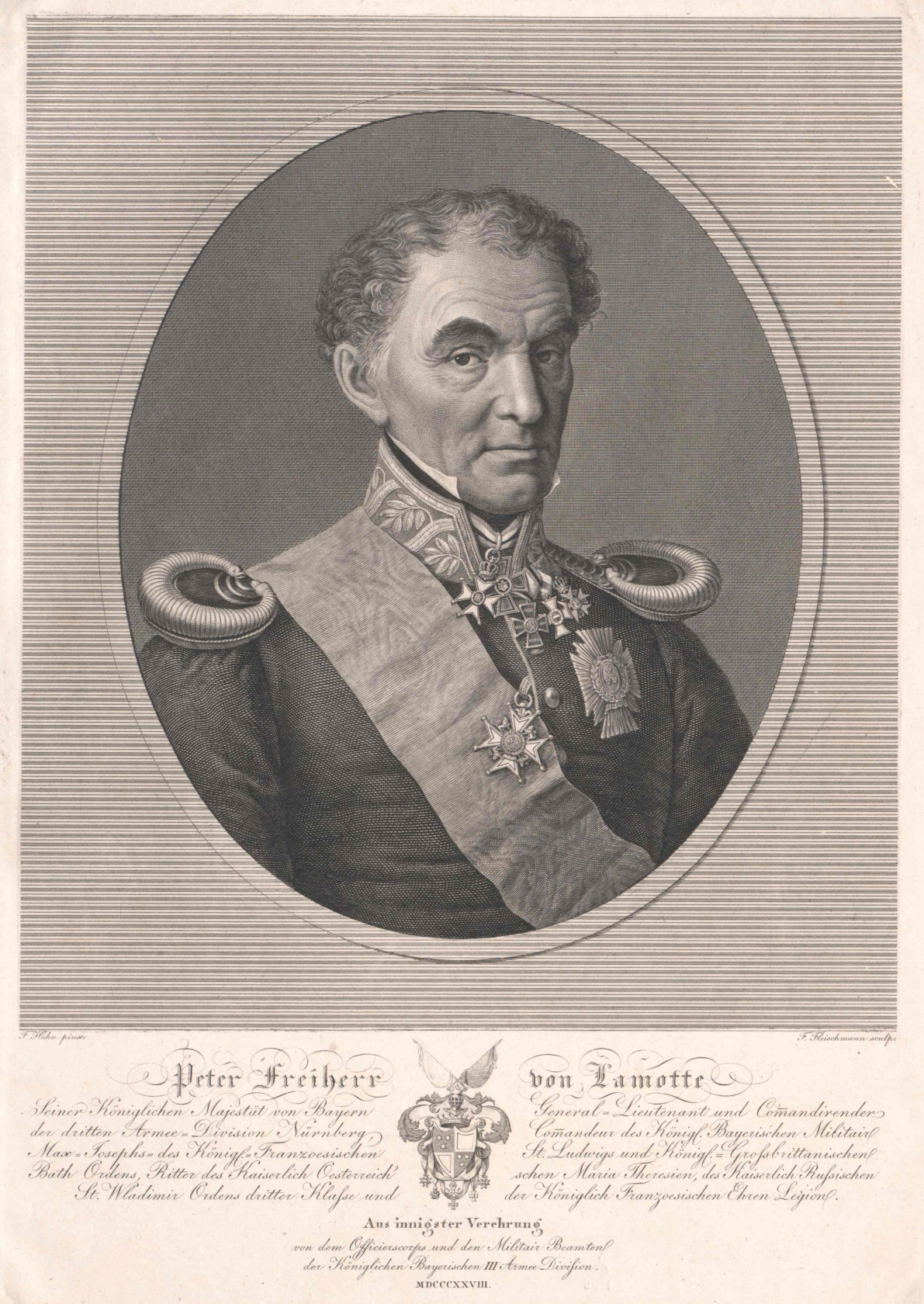
Peter Freiherr von Lamotte.

Le samedi 12 février, à 14 heures, par un temps d'été, une partie de la population de Donnemarie et des environs était accourue au sommet de la côte du Ralloy ; de là, elle apercevait des troupes en marche vers Bray : c'était la division bavaroise du général de Lamotte qui, sous les ordres du feld-maréchal de Wrede, avait bivouaqué la veille à Trainel. Les Bavarois, sous la conduite du major de Horn, après avoir traversé le fleuve en barque, prirent pied sur la rive droite et occupèrent Mouy-sur-Seine sans peine. Les compagnies des gardes nationaux, ayant pris position sur la rive droite de la Seine à hauteur du pont fortement barricadé ainsi que dans les premières maisons, n'opposèrent qu'une résistance médiocre. Une demi-heure après, effrayées par le bruit du canon qu'ils entendaient pour la première fois et à la vue de l'ennemi s'emparant de la petite ville et franchissant le fleuve, ils détalèrent par la route de Donnemarie où ils arrivèrent à 16 heures, pêle-mêle et sans armes.
Dans leurs préparatifs, les Français avaient négligé d'éloigner ou de couler plusieurs gros bateaux de mariniers imprudemment amarrés sur la rive droite de la Seine. Les Bavarois s'en emparèrent pour passer de l'infanterie et de la cavalerie sur l'autre rive, si bien que vers 17 heures, 3 bataillons de la 2e brigade de la division Lamotte étaient passés afin de protéger les travaux de rétablissement du pont qui durèrent toute la nuit.
Vers 15 heures, instruit du mouvement de l'ennemi, Oudinot prévint le maréchal Victor que le passage de Bray avait été forcé et qu'il s’apprêtait à faire évacuer Provins pour se rendre à Donnemarie. Il l’invita à venir l’appuyer sur ce point car il pensait couvrir la route de Bray à Nangis et le lendemain culbuter facilement toutes les troupes ennemies qui auraient passé la Seine. Le général autrichien Frimont, informé du résultat de l’affaire de Bray, avait quitté aussitôt Trainel pour venir s’établir avec ses troupes entre Bray et Villuis.
Victor envoya la cavalerie du 5e corps sur La Chapelle-Saint-Nicolas, entre Nogent et Chalautre, et donna l’ordre de faire sauter le pont de Nogent. À 18 heures, la mine éclata et les débris emportaient une cinquantaine de grenadiers russes lancés imprudemment à la poursuite des Français. Les troupes à Nogent ne se mirent en mouvement sur Provins que le 13 à 3 heures du matin.

## Combats de Cuterelles et de Luisetaines

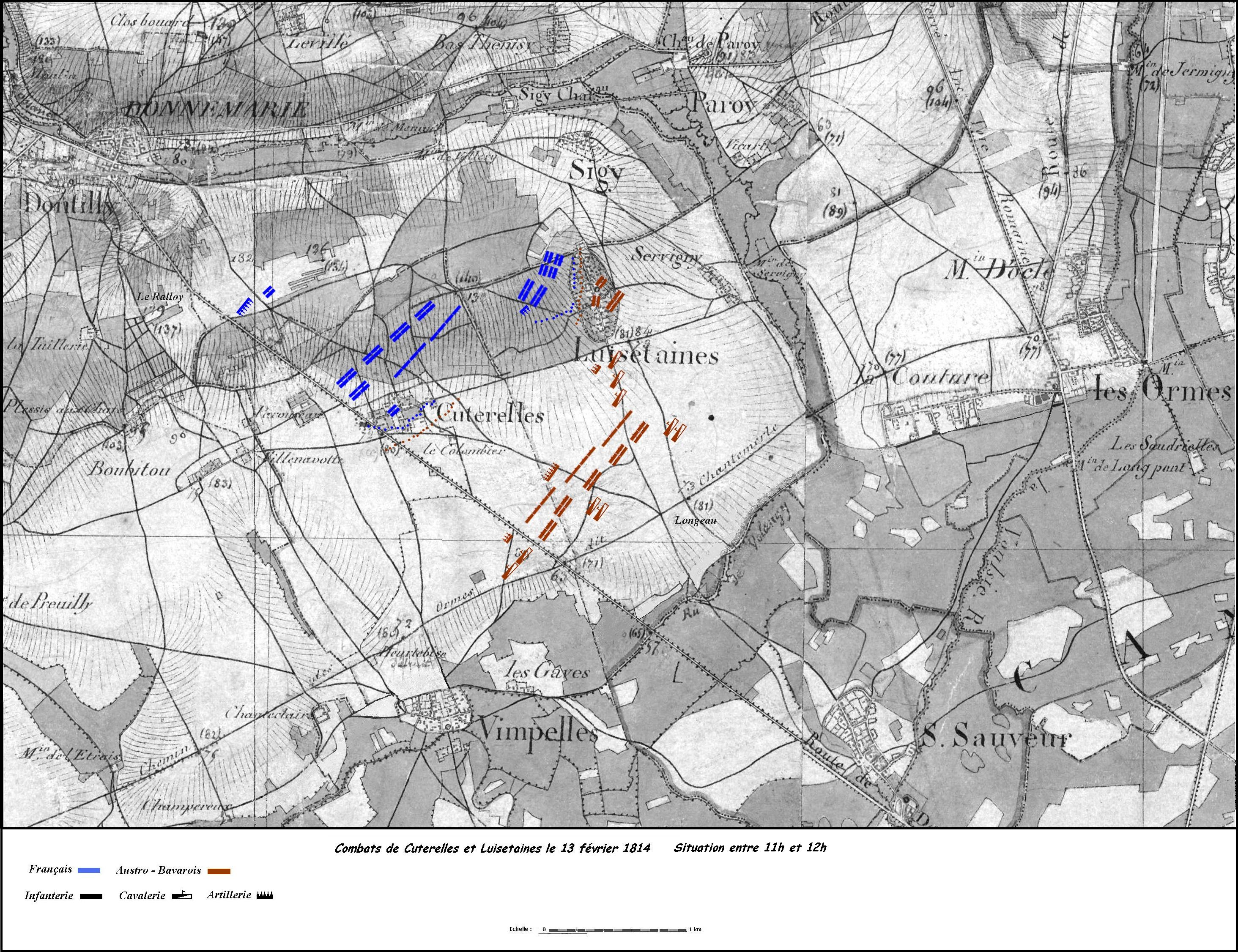
Combats de Cuterelles et Luisetaines, situation entre et.

Le dimanche 13 février, tout comme la veille, le soleil brillait et une forte gelée avait durci la terre. Vers 4 heures du matin, le pont de Bray était complètement remis en état grâce à l'activité du major Becker du corps du génie. La division Lamotte passa et rejoignit sur la rive droite de la Seine les trois bataillons qui avaient protégé les travaux de réfection du pont. Suivirent deux brigades de cavalerie bavaroise et deux régiments autrichiens. Le maréchal Victor avait quitté Nogent dans la nuit du 12 au 13 après avoir couché à la ferme de la Fontaine-au-Bois, à l'entrée de la forêt de Sourdun, et réunit ses troupes à Provins le 13, à 8 heures du matin. À la même heure, le feld-maréchal bavarois de Wrede, commandant le 5e corps allié, engagea l'avant-garde de la 3e division bavaroise du général de Lamotte sur la chaussée de Donnemarie, baignée de chaque côté par les eaux du fleuve débordé jusqu'au ru de Volangis et les régiments de cavalerie autrichiens commandés par Spleny à Everly, pour couvrir la route de Nogent et Provins.
Très vite, Lamotte se heurta sur Saint-Sauveur à une reconnaissance envoyée vers Bray par le maréchal Oudinot. L'étroit passage de cette route au milieu des eaux, pourtant bien facile à barrer et à défendre, n’était pas gardé. Aussi Lamotte enleva Saint-Sauveur, et le 4e régiment de chevau-légers de la brigade von Dietz suivi de la cavalerie du général Vieregg (de), soutenant l’avant-garde, l’aida à rejeter un escadron français auquel ils enlevèrent un officier et une trentaine de chasseurs du 21e régiment. Ils obligèrent cette reconnaissance à se replier sur Cuterelles et, après avoir dépassé la rivière Auxence, ils se déployèrent entre Vimpelles et Servigny sur l'arche de Longeau, étant les premiers contreforts du Montois.
Les troupes d'Oudinot avaient bivouaqué aux environs de Donnemarie et de Dontilly. Au matin, vers 8 heures, la seconde brigade de la division Rottembourg, venant de Provins, et la brigade Gauthier, venue en poste de Nangis, prenaient position en deux lignes sur la colline au-dessus de Cuterelles, entre la grande route de Bray et Luisetaines, de façon à barrer à l'ennemi le chemin de Donnemarie. L'artillerie se plaçait en batterie sur le tertre du Ralloy. En raison du froid, les soldats brûlèrent tous les échalas, au grand désespoir des vignerons.

### Combats pour Luisetaines

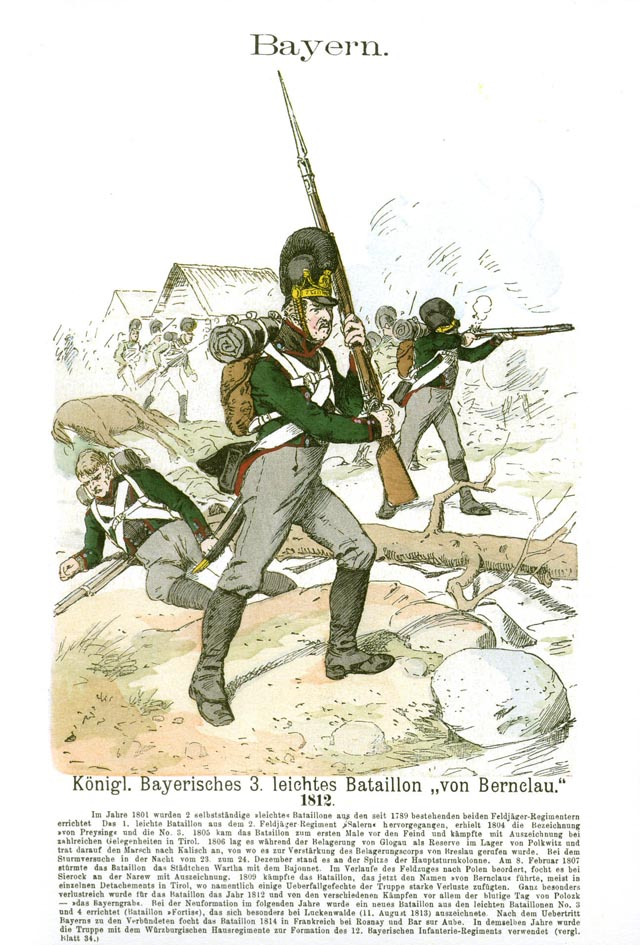
Infanterie légère bavaroise, par Richard Knötel.

Vers 9 heures du matin, pendant que la division Lamotte poursuivait son déploiement, de Wrede, convaincu que la position de l'ennemi ne pouvait être forcée de front qu'avec des pertes importantes, mais qu'on pourrait l'attaquer avec avantage à droite par le village de Luisetaines qui ne semblait pas occupé, prescrivit à son chef d’état-major, le comte de Rechberg (de), de s'en emparer avec un bataillon d'infanterie du 8e de ligne et six escadrons de la 1re brigade de cavalerie placés en échelons.
À peine cela eut-il été fait qu'Oudinot lança sur le village quatre bataillons de la brigade Gauthier forte de 2 500 hommes et de trois pièces d'artillerie. Vers 11 heures, le combat fut rude : le 2e léger et les trois bataillons de ligne s'emparèrent une à une des maisons et les Bavarois abandonnèrent la moitié du village. C'est alors que de Wrede envoya un renfort de 800 hommes, à savoir le 5e bataillon de Munich et quatre bouches à feu, pour reprendre le terrain perdu. Assaillis, les soldats furent repoussés hors du village et leur chef, le général Gauthier, fut mortellement blessé. Le colonel Verdun, du 2e léger, prit alors le commandement de la brigade et rallia ses troupes sur les hauteurs de Cuterelles.

### Les renforts sont en marche
Pour soutenir Oudinot, Victor se dirigea vers 11 heures sur Donnemarie en deux colonnes ; la première, formée par le 2e corps, placée sous son commandement direct, prenait la grande route de Provins à Maison-Rouge, mais elle arriva trop tard et ne fut d'aucune utilité au maréchal Oudinot dont elle précéda le mouvement de retraite sur Nangis ; la seconde colonne, formée de la réserve de Paris, suivait la route de Provins à Donnemarie.
À 12 heures, le 6e bataillon du 118e régiment d'infanterie de ligne, rappelé par Boyer, quittait Nangis pour Donnemarie où le besoin de renforts devenait pressant. Pendant ce temps, le général autrichien Frimont débouchait de Bray avec les divisions Hardegg et Rechberg, conformément aux ordres du général Wrede. La première prendrait position aux Ormes, tandis que la seconde soutiendrait la division de Lamotte.

### L’attaque sur Cuterelles

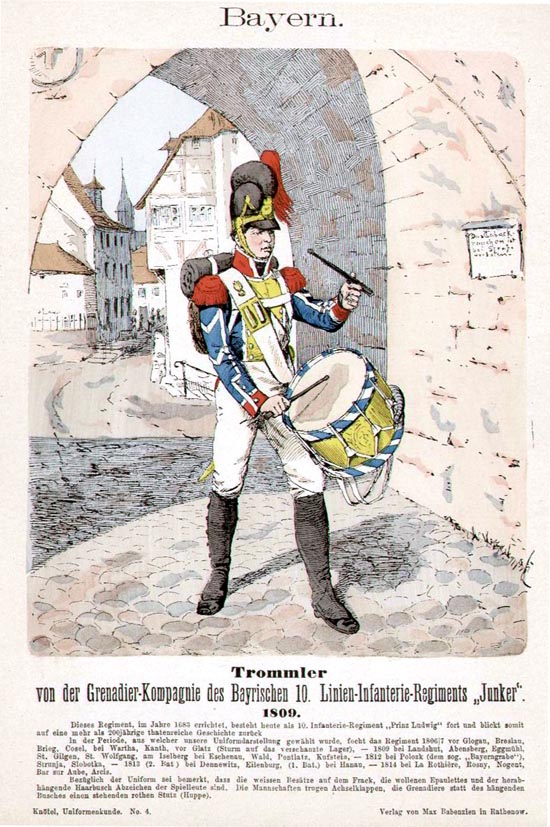
Tambour bavarois, par Richard Knötel.

Vers 16 heures, de Wrede avait réuni un corps important appuyé par 24 pièces de canon. Il prépara l’attaque de Cuterelles, confiée au 11e régiment d'infanterie de ligne bavaroise et à une batterie d’obusiers qui, placée au levant du village, cherchait à l'incendier afin d'en déloger les Français. Cette attaque devint alors le point important de leurs opérations. Devant ces forces supérieures, la situation du maréchal Oudinot n'était plus tenable lorsqu’il apprit qu’une colonne en marche, dans le chemin qui passe au sud du bois de Sigy, engageait un vigoureux combat contre les Autrichiens du général Hardegg (de) sur les hauteurs de Paroy. C'était la deuxième division de la réserve de Paris sous les ordres du général Gérard, appartenant au 2e corps du maréchal Victor.
De Jutigny, où elles avaient fait une courte halte, ces troupes composées des divisions Dufour et Hamelinaye entendaient distinctement, à une lieue de là, le combat de Luisetaines. Intelligent et actif, Gérard marcha tout de suite à la voix du canon et arriva à temps pour sauver Oudinot qui, sans cavalerie et débordé à sa gauche sur Luisetaines, était en mauvaise posture. De Wrede n’osant rien entreprendre sur sa gauche, renforça le village de Luisetaines avec deux bataillons d'infanterie, quatre canons et le reste de la 1re brigade de cavalerie. La nuit étant survenue, de Wrede renonça à ses projets sur Cuterelles et les combats cessèrent peu à peu.

### Le repli sur Nangis
Il ne restait plus à la petite armée française d’autre parti à prendre que de se retirer à la faveur de la nuit. De Wrede déployait en effet près de 35 000 hommes contre les 6 000 du maréchal Oudinot et les 3 000 de Gérard. En outre, les Français menaçaient d'être de nouveau débordés sur leur gauche et risquaient d'être attaqués par un nouveau corps ennemi, le VIe du général russe Wittgenstein (qui venait de faire son entrée à Provins vers 16 heures et pouvait alors par Jutigny marcher sur Donnemarie et couper la retraite d'Oudinot).
Après une journée de combat et une canonnade qui dura jusqu'au-delà de 16 heures, Oudinot donna l’ordre de battre en retraite sur Nangis où il retrouva Victor vers 17 heures. Dans cette marche rétrograde, son arrière-garde fut poursuivie jusque dans les vignes au sud de Dontilly : placée dans une position avantageuse, elle fit éprouver des pertes sensibles aux Bavarois qui s'arrêtèrent à Donnemarie,. À 17 heures, avant de quitter Donnemarie, le général Gressot expédia à Montereau, par un officier au 5e régiment de dragons, une lettre destinée au général Pajol pour le tenir informé des événements de la journée.
Ces combats du 13 coûtèrent aux Français 600 hommes, tant tués que blessés ; la perte des Bavarois et des Autrichiens fut plus sensible, car elle dépassa 800 morts ou blessés. Les villages de Cuterelles et de Luisetaines avaient, eux aussi, fort souffert de la lutte : dans les rues et les maisons régnait un désordre épouvantable, ce n’était que cadavres, blessés, fusils, sabres, casques et sacs pêle-mêle.

### Les Bavarois à Donnemarie
Le soir, la division de Lamotte bivouaquait en travers de la route, entre Vimpelles et Luisetaines, la division Rechberg en arrière du ru de Volangis et celle des Autrichiens du général Frimont en travers de la route de Provins, entre les Ormes et Éverly. Toute l’artillerie resta attelée sur les hauteurs entre les divisions. Deux escadrons du 5e chevau-légers Leiningen et le bataillon de 6e National Feld-Bataillon Lindau occupaient Donnemarie à 2 heures du matin. Le lendemain, le feldmaréchal de Wrede y réunissait son corps d’armée ; lui-même descendit au château et y établit son quartier général.
Le lundi 14, les habitants de Luisetaines, Cutrelles et Vimpelles furent employés à ouvrir de grandes fosses dans la plaine pour enterrer les morts. Certains d'entre eux restèrent pendant plus de quinze jours sur les bords des routes et des chemins, privés de sépultures.